# В гостях у деда Евлампия
«В гостях у деда Евлампия» — российский кукольный мультипликационный фильм, который создал режиссёр Валерий Фомин в Творческо-производственном объединении художественной мультипликации Свердловской киностудии.
Мультфильм «В гостях у деда Евлампия» содержит:
- Фильм первый: Супостат (1992)
- Фильм второй: Гармонь (1994)
- Фильм третий: Жабёнок (1995)

## Сюжет
- Фильм первый: Супостат

Дед Евлампий рассказывает: «Живу хорошо. Земля кормит, крыша над головой есть, сыновья растут. Вон они, соколики, рыбку ловят: Иван, Степан, Тимофей. А младший Федот пашет — старательный. Хорошие у меня ребята — без дела не сидят. Да и я ещё бегаю. Дом велик — лежать не велит. Хозяйство родители серьёзное оставили.»
И вдруг посреди бела дня прилетает чудо-юдо железное: посреди — шар, по бокам — крылья, сзади — хвост, спереди — три пушки. Приземлилось, и из шара вылез Змей (большая толстая ящерица). Протянул он обалдевшему Федоту кружку, тот выпил и сильно захмелел. Змей принялся яйца откладывать и в поле вспаханное сажать. Возмутился дед Евлампий и бросил в него топор, а Змей их дом из пушек обстрелял. Дед извлёк из тайника прадедовские мечи, старшие сыновья дождались ночи и двинулись в атаку на супостата, а Федот подкрался сзади и чугунным котелком разбил Змею голову. Железный шар и прочее дед Евлампий и сыновья разобрали на кусочки — в хозяйстве всё пригодится. А затем дед сам дежурил в поле и тяпкой рубил вылупляющихся змеёнышей.
- Фильм второй: Гармонь

У деда Евлампия сыновья работящие: Степан — кузнец, Иван — плотник, Тимофей — пекарь. А младший Федотка купил на ярмарке гармонь и за зиму научился хорошо играть. Трое старших обхаживают соседскую девушку Агафью, а она, не глядя нв них, сходу выбирает в мужья Федотку. Дед Евлампий недоволен ее скорым решением: "Я этого беру, я этого беру... Как коня на базаре купила!". Этой же ночью неизвестные избивают Федотку. Дед Евлампий со знакомой девушкой Ульяной лечат Федота. Федот и Ульяна объяснились друг другу в любви, а потом и поженились.
- Фильм третий: Жабёнок

Сыновья деда Евлампия ушли на фронт :Иван, Степан и Тимофей - артиллеристы, а Федотка служит в пехоте. Агафья всё жениха выбрать не может. Отец её прочитал вслух сказку (Царевна-лягушка). Тогда Агафья выпросила у отца лук и стрелу и наугад стрельнула. Нашла она стрелу в болоте и держал её жабёнок, пришлось нести домой. Ночью жабёнок превратился в Пашку Квакина и наутро зачитал всем документ с печатью о назначении его управляющим. Стал он Агафью преследовать. Желая помочь Агафье избавиться от наглого ухажера, он приглашает Пашку попариться в бане. Пока Евлампий и Квакин парятся, Агафья сжигает в печке всю одежд и документ Квакина, случайно бросив туда же его боеприпасы. Баня взрывается, Квакин сбегает на плоту. Дед Евлампий выживает и радуется вернувшимся с фронта сыновьям, которые помогут отстроить баню заново.

## Создатели
- Автор сценария, режиссёр, художник-постановщик — Валерий Фомин
- Операторы: Андрей Долинский (1), Владимир Хижняков (2), Вячеслав Сумин (3)
- Куклы выполнили: Юрий Ушаков, Елена Тедер
- Художники: Лариса Соболева (2), Надежда Кононова (3)
- Звукооператор: Валерий Бобойлов (1), Марина Макеева (2,3)
- Композитор: Валерий Бобойлов (1)
- Музыка в исполнении ансамбля «Аюшка» (1)
- Директор и продюсер — Валентина Хижнякова
- Фильмы озвучил — Олег Николаевский
- Создатели приведены по титрам всех 3 фильмов.

## Награды и премии
- 1996 — Государственная премия Российской Федерации «За фильмы последних лет» — Валерий Фомин.
- 1996 — Открытый российский фестиваль анимационного кино в Тарусе, Приз за лучшую работу художника-аниматора кукольного фильма (Валерий Фомин «В гостях у деда Евлампия»). Рейтинг: 1 место «В гостях у деда Евлампия»[1].
- 1996 — Открытый российский фестиваль анимационного кино в Тарусе, Приз за лучший персонаж: Дед Евлампий («В гостях у деда Евлампия»)[2].